# 北東小島
北東小島（ほくとうこじま）は、沖縄県石垣市登野城尖閣の尖閣諸島の久場島の北東にある無人島である。

## 概要
日本の排他的経済水域（EEZ）の基点となる島である。EEZの基点となるにもかかわらず名称が不明であったが、2012年1月16日、日本政府は本島を含む39のEEZの基点となる無名の無人島について、地元自治体などに呼称を照会した上で、同年3月末までに命名する方針を示した。
同年1月30日には、そのうち本島の名称が北小島に内定したと報じられ、3月2日には内定通りに名称が決定したことが発表された。また、本島と同時に、久場島付近の他の2島も北小島、北西小島と命名されるとともに、大正島付近にある無名島のひとつも北小島と名付けられた。電子国土ポータルにおいては決定した名称が記載されており、紙ベースの地図については版の更新に合わせて順次名称を掲載していく予定。
本島を含む尖閣諸島は、日本が領有し実効支配しているが、中華人民共和国及び中華民国も領有権を主張している。中国では、下虎牙岛と呼ばれる。